# سلام (بلنسية)
سَلَام أو ربما سالم هي بلدية في كُماركة وادي البيضاء في منطقة بلنسية بإسبانيا.